# БСК Брђанин
БСК Брђанин основан је 1911. године на падинама Топчидерсаког брда, ка Сењаку. Прекинуо је са радом за време Првог светског рата, али је се већ 1919. године обновио. Осим фудбалске секције имао је пливачку, ватерполо и хазенатску. Боје клуба биле су црвено-бела, а своје утакмице играли су на стадиону „Крај шест топола“. На челу клуба био је адвокат Светислав Панајотовић. Након Другог светског рата, услед друштвених прилика, БСК Брђанин је престао да постоји.